# Schwedischer Gänsefuß

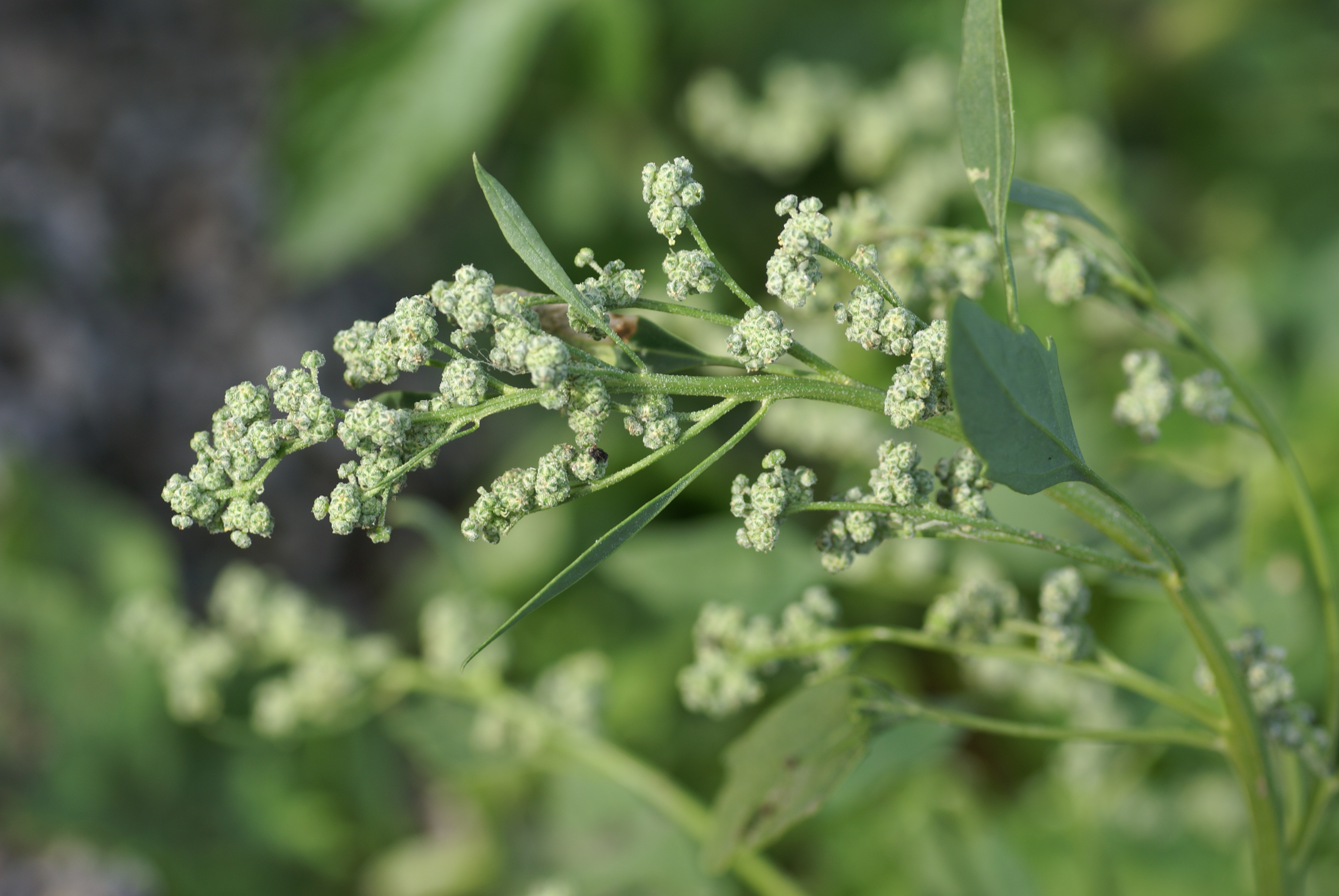
Blütenstand

Der Schwedische Gänsefuß (Chenopodium suecicum), auch Schweden-Gänsefuß oder Grüner Gänsefuß genannt, ist eine Pflanzenart in der Familie der Fuchsschwanzgewächse (Amaranthaceae). Sie ist in Mitteleuropa heimisch.

## Beschreibung
Der Schwedische Gänsefuß ist eine einjährige krautige Pflanze mit Wuchshöhen von 30 bis 100 cm. Die ganze Pflanze ähnelt dem Weißen Gänsefuß, ist aber grün oder hell graugrün und nur wenig bemehlt und später verkahlend. Der Stängel ist nicht rötlich, höchstens die Astwinkel können rot gefleckt sein. Der Stängel ist dünnwandig und im oberen Teil leicht zusammendrückbar. Die wechselständigen Laubblätter sind grün bis graugrün. Die Blattspreite ist bei einer Länge bis 10 cm und einer Breite bis 7 cm rhombisch-eiförmig bis elliptisch, oft basal breit dreilappig. Der Blattrand trägt scharfe, vorwärts gerichtete Zähne.
Die Blütenknäuel bilden lockere Blütenstände. Die Samenschale weist radiäre Rillen und rundliche bis längliche, narbige Wabengruben auf. Die Samen haben einen Durchmesser von mehr als einem Millimeter; sie sind undeutlich grubig punktiert.
Die Blütezeit reicht von Juni bis August. Die Bestäubung erfolgt in der Regel durch den Wind.
Die Chromosomenzahl beträgt 2n=18.

## Vorkommen und Gefährdung
Der Schwedische Gänsefuß ist in Europa heimisch und von der südlichen gemäßigten Zone bis in die boreale Zone verbreitet. Auch in Asien besitzt er zerstreute Vorkommen. Er steigt von der Ebene bis in die Hügelstufe auf. In Europa hat er ursprüngliche Vorkommen in Großbritannien, den Niederlanden, Deutschland, der Schweiz, Österreich, Slowenien, Kroatien, Tschechien, Polen, Moldau, Norwegen, Schweden, Finnland, Litauen, Lettland, Estland, Belarus und Russland.
In Mitteleuropa ist der Schwedische Gänsefuß selten in Ruderalvegetation an Schuttplätzen oder Wegrändern zu finden, wo er mäßig trockene bis frische, nährstoffreiche Böden besiedelt. Er kommt zusammen mit dem Gestreiften Gänsefuß im Chenopodietum ruderale vor.
In Deutschland gilt er als Archaeophyt, oder war eventuell auch ohne Zutun des Menschen bereits einheimisch. Hier findet man ihn vor allem im Norden und Nordosten, im Süden gibt es nur Einzelfunde. Bundesweit ist diese Art ungefährdet, in Sachsen gilt sie aber als stark gefährdet (Rote Liste gefährdeter Arten 2).

## Systematik
Die Erstveröffentlichung von Chenopodium suecicum erfolgte 1902 durch Josef Murr in Magyar Botanikai Lapok, Band 1, S. 341.
Synonyme von Chenopodium suecicum Murr sind Chenopodium pseudopulifolium (Scholz) Murr und Chenopodium album subsp. pseudopulifolium (Scholz) Murr. Irrtümlich wurde häufig auch der Name Chenopodium viride beziehungsweise Chenopodium album subsp. viride dafür verwendet.

## Nutzung
Die Blätter des Schwedischen Gänsefußes können roh oder gekocht wie Spinat zubereitet werden. Rohe Blätter sollten wegen ihres Gehalts an Saponinen allerdings nur in kleinen Mengen verzehrt werden. Die Samen können gemahlen als Mehlzusatz dienen. Es wird empfohlen, sie über Nacht einzuweichen und danach gründlich abzuspülen, um die Saponine zu entfernen.
Die ganze Pflanze kann als Färbepflanze für gold-grüne Farbtöne verwendet werden.

## Belege
- Henning Haeupler, Thomas Muer: Bildatlas der Farn- und Blütenpflanzen Deutschlands. Hrsg.: Bundesamt für Naturschutz (= Die Farn- und Blütenpflanzen Deutschlands. Band 2). Eugen Ulmer, Stuttgart (Hohenheim) 2000, ISBN 3-8001-3364-4, S. 90. (Abschnitte Beschreibung, Vorkommen)